# Bohémienne
Cet article possède des paronymes, voir La Bohémienne et Bohémien.
Une bohémienne est une recette de la cuisine provençale, à base d'aubergine, de tomate, d'huile d'olive, et d'herbes de Provence, variante de la ratatouille, du tian provençal, ou de la piperade.

## Historique
La bohémienne est originaire de la cuisine comtadine et vauclusienne du comtat Venaissin dans l'actuel Vaucluse en Provence. Elle devient populaire, comme la ratatouille, au cours du XIXe siècle. 

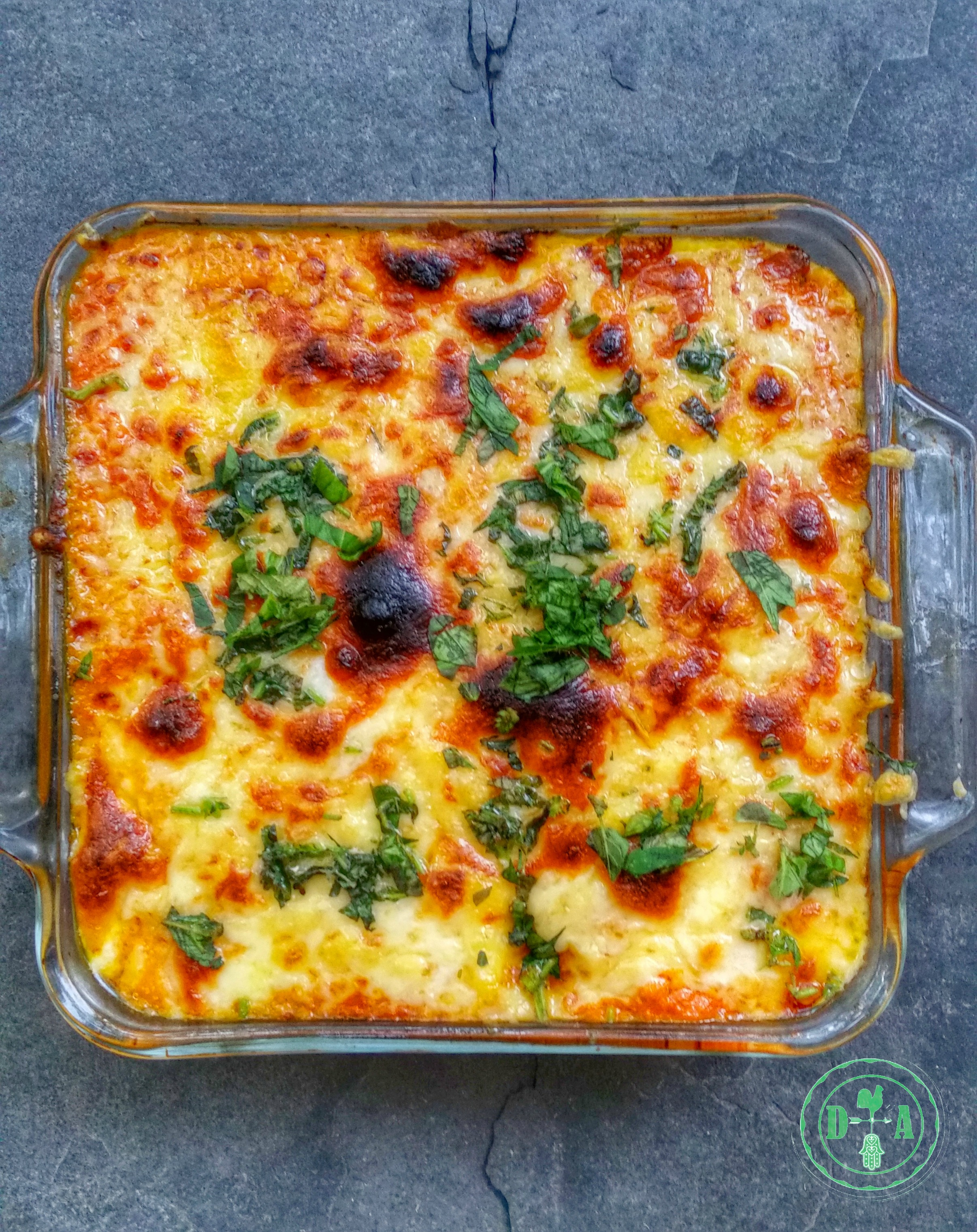
Tian de bohémienne gratinée

L'aubergine et la tomate étaient alors traitées comme des parents pauvres et ne figurent dans L'Officine ou Répertoire général de pharmacie pratique publié en 1856 par François Laurent Marie Dorvault qu'en annexe du paragraphe de la pomme de terre. « Nous mentionnerons ici deux autres solanées comestibles; ce sont : 1° la Mélongène, Mayenne ou Varengeane ; Solanum esculentum, Dun., s. melongena, L., dont les baies (mata insania) cylindriques, rougeâtres, sous le nom d'aubergines, sont mangées cuites ou crues en Provence et en Languedoc ; 2° le Lycopersicon ; Solanum lycopersicon, dont le fruit rouge ou jaune, à côtes, déprimé et acide, sert dans l'art culinaire sous le nom de tomate, ou de pomme d'amour ».

## Préparation
Les tomates et aubergines sont poêlées à égale quantité à l'huile d'olive, avec une gousse d'ail. En cours de cuisson, les deux légumes sont mêlés à la spatule. La cuisson finie, il peut y être ajouté une à deux cuillères d'anchoïade, et ce mets peut être passé au four. La bohémienne peut être déclinée sous diverses recettes (tarte, tartine, tian provençal...)